# Lithobius ambulotentus
Lithobius ambulotentus är en mångfotingart som beskrevs av Demange och Luis Serra 1978. Lithobius ambulotentus ingår i släktet Lithobius och familjen stenkrypare.
Artens utbredningsområde är Spanien. Inga underarter finns listade i Catalogue of Life.